# Антон Чигур
Антон Чигур (англ. Anton Chigurh) — главный антагонист романа Кормака Маккарти «Старикам тут не место» и его киноадаптации, наёмный убийца. В фильме роль Чигура исполнил испанский актёр Хавьер Бардем, получивший за неё премии «Оскар», BAFTA и «Золотой глобус». Чигура нередко включают в рейтинги лучших злодеев в истории кино, журнал Empire поставил его на 44-е место в списке лучших персонажей фильмов.
Чигур является наёмником наркоторговцев, который безжалостно расправляется почти со всеми, кого встречает на своём пути — в том числе, получив информацию, где искать деньги, немедленно убивает своих «хозяев». Центральный герой романа, Льюэллин Мосс, называет Чигура убийцей-психопатом. Сам Маккарти называет этого персонажа «чистым злом». Во многом Чигур напоминает Терминатора — он совершенно хладнокровен, не испытывает никакого раскаяния и встреча с ним для большинства персонажей оказывается смертельной. Вместе с тем это многомерный персонаж, которого от робота-убийцы отличает своеобразная философия. Чигур считает себя орудием судьбы. Участь нескольких встреченных им персонажей он решает при помощи подбрасывания монеты, считая результат волей не случая, а предначертанной судьбы.
В романе Чигур — смуглокожий мужчина старше тридцати с голубыми глазами, от которого отдает лекарственным парфюмом и налётом странности. В фильме братья Коэны уделили проработке персонажа большое внимание. На роль они пригласили Хавьера Бардема, который на предложение ответил так: «Я не вожу, я плохо говорю по-английски и я ненавижу насилие», но в итоге согласился. Создавший необычную причёску Чигура визажист Пол Леблан взял за основу образы английских крестоносцев и моду 1960-х годов. В качестве оружия Чигур использует пневматический пистолет, предназначенный для забоя скота, с помощью которого убивает своих жертв и выбивает дверные замки. Также он использует ружьё Remington Model 11-87 с глушителем и пистолет (в фильме TEC-DC9).

## Критика
Профессиональные психиатры, исследовав персонажей четырёхсот фильмов, сочли Антона Чигура одним из наиболее реалистичных психопатов.